# Tapiola
Tapiola [ˈtɑpiɔlɑ] (schwed. Hagalund) ist ein Stadtteil der finnischen Stadt Espoo und liegt im Stadtbezirk (finn. suuralue) Suur-Tapiola. Der Name ist von Tapio, dem Gott des Waldes aus der finnischen Mythologie abgeleitet.
Tapiola wurde in den 1950er und 1960er Jahren erbaut, als es darum ging, die Gegend um Helsinki städtebaulich zu erschließen. Der neue Stadtteil war als Gartenstadt nach der städtebaulichen Idee von Ebeneser Howard konzipiert.
Namhafte finnische Architekten, darunter Alvar Aalto, verwirklichten hier ihre Idee vom modernen Wohnen. Fußend auf dem Leitbild städtebaulicher Vielfalt entstand eine Kombination aus hohen und niedrigen Gebäuden, verdichteten und aufgelockerten und mit Grünzügen durchgliederten Wohnbezirken. Grundsätzlich sollten die Gebäude gut ins vorhandene Naturbild integriert sein. Bedingung war ferner, die Otsolahti Bucht unberührt zu lassen. So entstanden Wohngebiete mit weit auseinanderstehender, durch Wälder und Grün-Areale durchzogener Wohnbebauung in teils verdichteter, teils aufgelockerter Bauweise. Dem Architekten Aarne Ervi kam die Aufgabe zu, das berühmte Center samt Türmen, den Einkaufsbezirk, den See, das Hotel, das Schwimmbad, das Kulturzentrum sowie die Kirche zu entwerfen.
Der Stadtteil erfüllt wichtige Funktionen im Kulturleben Finnlands. Er ist Standort des Kulturzentrums von Espoo und der Espoo Metro Areena, der Eissporthalle des Eishockeyteams Espoo Blues. Genutzt wird es unter anderem vom Tapiola Chor, der Espoo Big Band, dem Espoo Stadttheater und der Tapiola Sinfonietta. Außerdem findet hier im April das populäre Jazz Festival sowie das Espoo Ciné International Film Festival statt. Wegen seiner raumgestalterischen Vorbildfunktion wurde Tapiola zu einer von 27 finnischen Nationallandschaften eingestuft, in denen die Idee des Stadt-Land-Verbunds beispielhaft umgesetzt wurde.

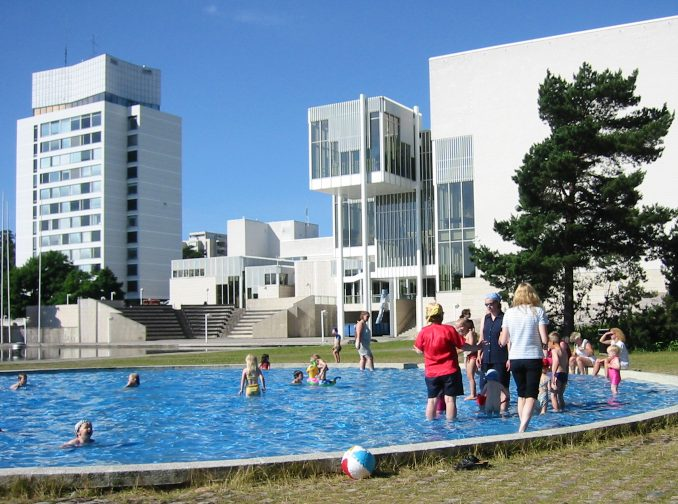
Das Zentrum von Tapiola
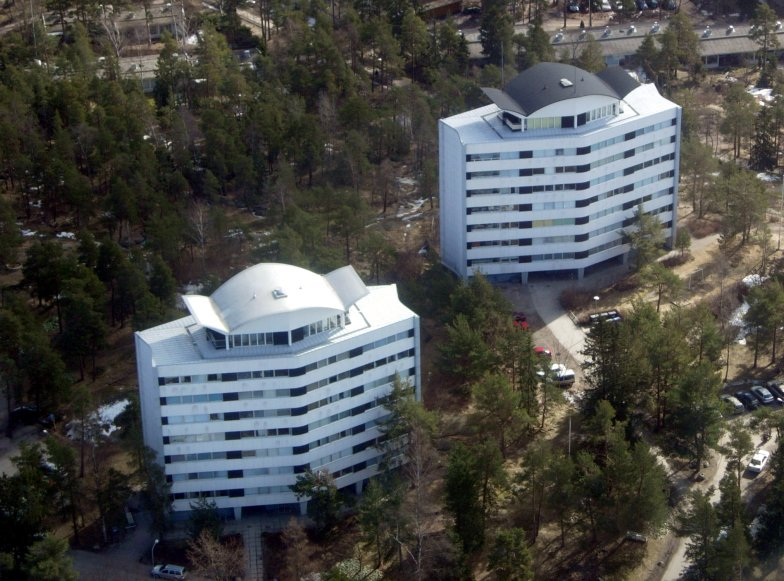
Wohnhäuser außerhalb des Zentrums, Architekt: Viljo Revell

## Werktitel
„Tapiola“ ist auch der Titel einer symphonischen Dichtung für Orchester von Jean Sibelius, op. 112 von 1926.